# Erwin Jaenecke
Erwin Jaenecke (* 22. April 1890 in Freren, Kreis Lingen; † 3. Juli 1960 in Kassel) war ein deutscher Generaloberst im Zweiten Weltkrieg.

## Leben

### Kaiserreich und Erster Weltkrieg
Jaenecke legte am Gymnasium in Leer sein Abitur ab und trat im Anschluss am 27. März 1911 als Fahnenjunker in das Hannoversche Pionier-Bataillon Nr. 10 der preußischen Armee in Minden ein. Vom 1. Oktober 1911 bis 30. Juli 1912 erfolgte seine Kommandierung an die Kriegsschule Hannover (Waterlooplatz). Nach seiner Rückkehr beförderte man ihn am 18. August 1912 zum Leutnant. Als solcher kam er nach Ausbruch des Ersten Weltkriegs und der Mobilmachung mit der 2. Kompanie seines Bataillons an der Westfront zum Einsatz. Ab 23. Juli 1915 fungierte er als Führer der 5. Kompanie, ehe er nach seiner Beförderung zum Oberleutnant am 27. Januar 1916 ab 3. März 1916 als Adjutant des Bataillons eingesetzt wurde. Am 23. Oktober übernahm er wieder die 5. Kompanie und wurde dann am 9. Dezember 1917 als Ordonnanzoffizier zum Stab der 19. Infanterie-Division versetzt. Zeitgleich erfolgte vom 13. Mai bis 24. Juni 1918 seine Kommandierung zum 2. Hannoverschen Feldartillerie-Regiment Nr. 26. Ab 29. August 1918 war er Zweiter Generalstabsoffizier beim Stab der 26. Infanterie-Division. Nach Kriegsende versetzte man Jaenecke am 16. Dezember 1918 in sein Stamm-Bataillon zurück.

### Weimarer Republik
Nach der Demobilisierung schloss er sich am 7. Januar 1919 kurzzeitig einem Freikorps an und führte die 2. Kompanie der Minenwerfer-Abteilung der Garde-Kavallerie-Schützen-Division. Von dort wurde er am 20. Februar zur Dienstleistung zum Großen Generalstab kommandiert und sechs Monate später in das Reichswehr-Infanterie-Regiment 30 versetzt. Nach kurzer Zeit erfolgte am 6. Oktober 1919 seine Versetzung zum Stab des Wehrkreis-Kommandos VI unter General Oskar von Watter nach Münster. Nach der Niederschlagung des Ruhraufstands im Frühjahr 1920 und Watters Entlassung kam er im Herbst 1920 als Hilfsoffizier zum Stab der 6. Division und absolvierte in der Folgezeit seine Führergehilfenausbildung. 1921 wurde Jaenecke in das 9. (Preußisches) Reiter-Regiment versetzt und dort am 1. Mai 1922 zum Rittmeister befördert. In der Folgezeit arbeitete Jaenecke im Reichswehrministerium und übernahm Stabstätigkeiten im Gruppenkommando 2 und im Nachrichtendienst. 1925 wurde er nach Königsberg versetzt, wo er zwei Jahre später das Kommando der 1. Kompanie im Pionier-Bataillon 4 erhielt. Am 1. Oktober 1931 ernannte man ihn zum Major im 2. (Preußisches) Reiter-Regiment. Ab September 1932 leitete er Lehrgänge an der Kriegsakademie Berlin, deren Aktivitäten bis zum Beginn der Aufrüstung der Wehrmacht vor der Öffentlichkeit noch geheim gehalten wurden.

### Zeit des Nationalsozialismus

#### Vorkriegszeit
Erwin Jaenecke wurde am 1. April 1934 zum Oberstleutnant befördert und im Oktober 1934 erhielt er das Kommando über das sich im Aufbau befindliche Pionier-Bataillon 31 in Höxter an der Weser. Am 1. März 1936 erfolgte die Beförderung zum Oberst. Am 26. April 1937 war Jaenecke in der Legion Condor beim Luftangriff auf Guernica in Spanien als Chef des Stabes des Sonderstabes W beteiligt.

„An und für sich war Guernica ein voller Erfolg der Luftwaffe.“

Auch in den folgenden Monaten wurde die Fragwürdigkeit und das Verbrechen, das mit diesem Bombardement an Zivilisten durch die deutsche Wehrmacht verübt worden war, vertuscht, verschwiegen und beschönigt. Keiner der militärischen Führungspersonen wurde dafür zur Rechenschaft gezogen. Als Entscheider stand Jaenecke nicht unter Befehlsnotstand. Den Einmarsch des Heeres in Österreich sowie in das Sudetenland begleitete er als Oberquartiermeister der 8. Armee. Seit dem 10. November 1938 war er Chef des Stabes beim Inspekteur der Festungen.

#### Zweiter Weltkrieg
Als Oberquartiermeister bei der 8. Armee nahm er am Überfall auf Polen teil. Zum 1. November 1939 erfolgte die Ernennung zum Generalmajor.
Vom 1. Mai 1940 bis zum 31. Januar 1942 diente er als Oberquartiermeister in Belgien und Paris. Ab dem 16. Oktober 1940 war er Militärbefehlshaber für Frankreich und wurde am 1. November 1941 zum Generalleutnant befördert.
Es folgten Kommandos an der Ostfront: Ab dem 1. Februar 1942 befehligte Generalleutnant Jaenecke die 389. Infanterie-Division. Während der Schlacht um Stalingrad war die Kampfgruppe Jaenecke, ein zusammengesetzter Verband aus der 389. und 305. Infanterie-Division, am 14. Oktober 1942 beim Großangriff auf das Stalingrader Traktorenwerk eingesetzt, nach erfolgreichem Abschluss wurde die Offensive am 16. Oktober 1942 im Nordteil der Geschützfabrik „Barrikaden“ fortgesetzt.

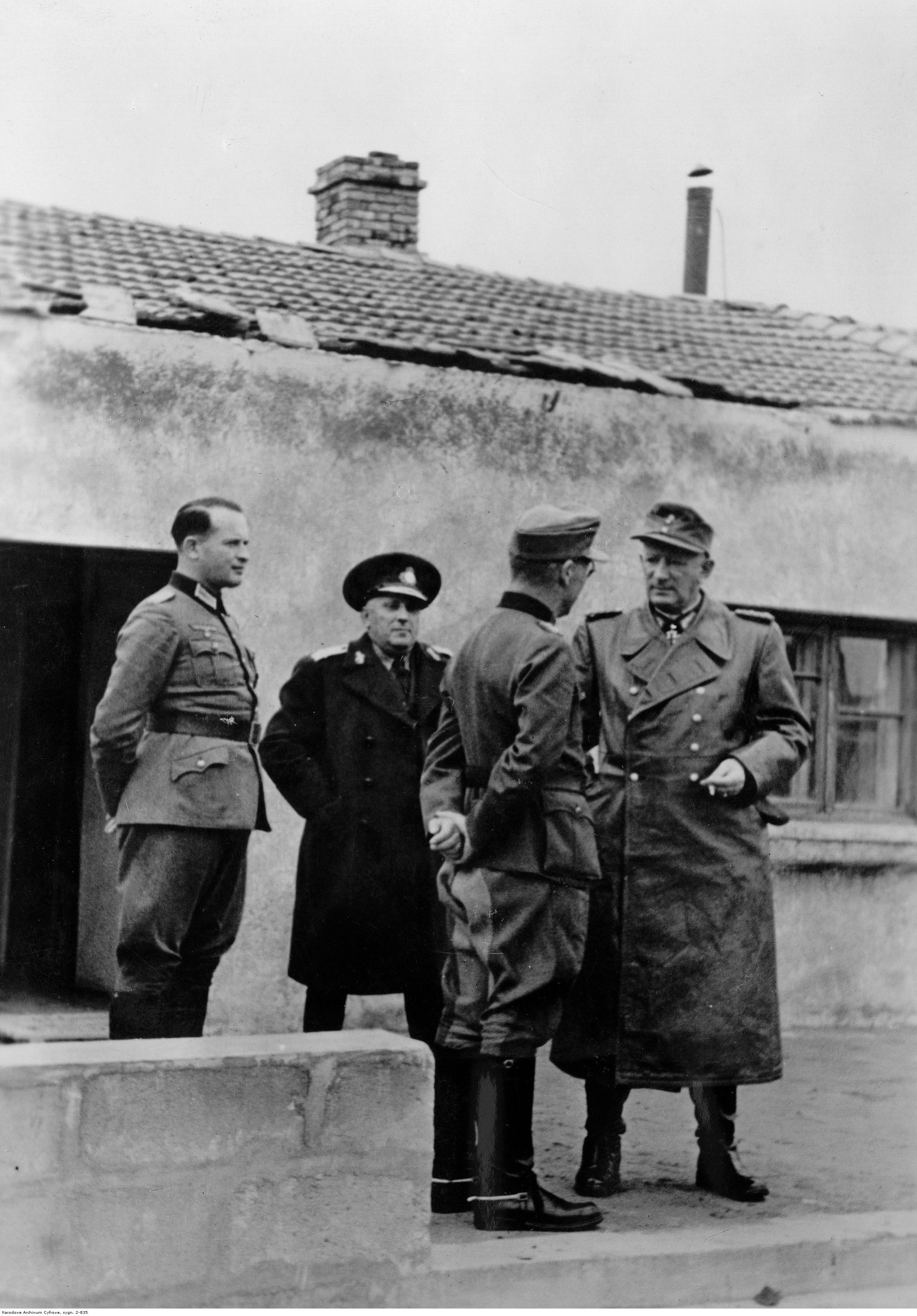
Jaenecke mit Karl Allmendinger und Corneliu Teodorini auf der Halbinsel Kertsch, Januar 1944

Vom 1. November 1942 bis 22. Januar 1943 diente Jaenecke als Kommandierender General des IV. Armeekorps. Dabei erfolgte am 1. Dezember 1942 die seltene Beförderung zum General der Pioniere. Jaenecke trat damit die Nachfolge von General der Infanterie Viktor von Schwedler an, der kurzfristig in die Führerreserve versetzt worden war. Ende November 1942 reagierte Jaenecke mit folgendem Korpsbefehl auf den unaufhaltsamen Vormarsch der Roten Armee bei der Einschließung und den zunehmend zusammenbrechenden deutschen Verteidigungslinien:

„Mit Beginn der Dunkelheit setzt sich das Korps in der Nacht 22./23. November in die Linie Marinowka – Cybenko – Elchi – Wolga ab, wobei die 29. Infanterie-Division (mot.) zunächst westlich der Tschervlennaja in einer Linie beiderseits von Vypasnoj ausweicht; alle Lager, Truppeneinrichtungen und Geräte waren unverzüglich hinter die befohlene Linie abzuschieben, nicht mehr zu bergendes Gut zu vernichten.“

Jaenecke verfügte infolge seiner vorherigen Stabsfunktionen über fundierte Erfahrung in der Logistik und über die militärische Versorgung des Heeres. So glaubte er, dass eine Luftversorgung über Stalingrad nicht praktikabel sei. Vorbild war General Litzmann aus dem Ersten Weltkrieg, welcher im Kessel von Lowitsch einen erfolgreichen Ausbruchsversuch durchgeführt hatte. In Stalingrad plante man die Panzer mit den letzten Treibstoffreserven als Stoßkeil zu benutzen und die Infanteristen in schmalen Linien durch die sowjetischen Positionen zu infiltrieren. Nach seinen Berechnungen würde es rund einem Drittel der eingeschlossenen Soldaten gelingen, Anschluss an die deutschen Truppen außerhalb des Kessels zu finden.
Die Entscheidungsunfähigkeit Paulus’, mit dem Jaenecke ein freundschaftliches Verhältnis verband, führte zunehmend zu Konflikten; er soll Paulus mehrmals energisch aufgefordert zu haben, endlich zu handeln.

„Hau Deine Funkgeräte zusammen, handle selbständig. Du mußt der Löwe von Stalingrad werden. Dein eigener Kopf gilt nichts gegen das Leben so vieler Soldaten.“

Vor seiner Evakuierung hatte er eine Denkschrift mit dem Titel Der verbrecherische Wahnsinn des größten Feldherrn aller Zeiten verfasst, die an ein unbekanntes Archiv in Deutschland versandt wurde. Aus Stalingrad wurde er verwundet als letzter hoher Offizier vor dem Zusammenbruch des Kessels ausgeflogen.
Am 1. April 1943 übernahm Jaenecke als Kommandierender General das LXXXII. Armeekorps und ab dem 25. Juni den Oberbefehl der 17. Armee im Kuban-Brückenkopf und schließlich auf der Krim. Beim Rückzug aus dem Brückenkopf wandte er nach eigener Darstellung auf höheren Befehl die Taktik der verbrannten Erde an, um die Kuban-Region wirtschaftlich lahmzulegen. Laut seiner Aussage gegenüber der sowjetischen Militärjustiz am 22. November 1947 führte er anschließend Maßnahmen zur Partisanenbekämpfung auf der Krim durch, für die er sich ebenfalls auf Befehle von Generalfeldmarschall Ewald von Kleist berief, der die Vernichtung der Partisanen befohlen habe (was Kleist später leugnete). Dabei ordnete er laut seinem Geständnis die Einrichtung von „Todeszonen“ an, in denen alle Ortschaften verbrannt wurden, und will in den Höhlen der Steinbrüche von Kertschensk in der Umgebung von Kertsch durch Spezialkommandos Partisanen „vergast“ haben. Es soll dabei zum Einsatz der Belagerungstechnik „Taifun“ gekommen sein. Im Mai 1942 (also ein Jahr vor Jaeneckes Anwesenheit auf der Krim) war von deutschen Einheiten bei der Belagerung der Steinbrüche von Adschi-Muschkai auf der Halbinsel Kertsch ein brennbares Gasgemisch aus Methan und Luft in das Höhlensystem geblasen und zur Explosion gebracht worden. Dabei sollen mehr als 3000 Menschen ums Leben gekommen sein. Die Alliierten bewerteten diese Form der Partisanenbekämpfung nach dem Krieg als verbotenen Einsatz chemischer Kampfstoffe.
Am 30. Januar 1944 erhielt er seine Beförderung zum Generaloberst. In einem Gespräch mit Hitler am 29. April 1944 in Berchtesgaden legte Jaenecke eindringlich nahe, Sewastopol zu räumen, um seiner abgeschnittenen Armee mit 235.000 Soldaten die Rückführung zu ermöglichen. Auf dem Rückflug zur Front wurde er in Galatz aufgehalten und vor ein Kriegsgericht gestellt. Er sollte als Verantwortlicher für den Verlust der Krim zur Rechenschaft gezogen werden. Durch schleppende Behandlung der Untersuchung gelang es Generaloberst Guderian, die Verhandlung hinauszuziehen und Jaenecke vor einer Verurteilung zu retten. Erwin Jaenecke wurde am 31. Januar 1945 aus dem Militärdienst verabschiedet.
Am 12. Juni 1945 geriet er in Bayern in sowjetische Kriegsgefangenschaft. Ein sowjetisches Militärgericht verurteilte ihn aufgrund seines Geständnisses zunächst zum Tode, änderte das Urteil dann aber zu 25 Jahren Zwangsarbeit ab. Im Oktober 1955 wurde Jaenecke nach den Moskau-Verhandlungen des Bundeskanzlers Adenauer über die Heimkehr der deutschen Kriegsgefangenen aus der Haft entlassen.
Nach der Rückkehr aus der Gefangenschaft lebte Jaenecke in Köln-Lindenthal. Im Juli 1956 wurde er zum ersten Vorsitzenden des Waffenrings Deutscher Pioniere gewählt. Diese Position behielt er bis zu seinem Rücktritt aus gesundheitlichen Gründen im Juni 1959.

## Auszeichnungen
- Eisernes Kreuz (1914) II. und I. Klasse[15]
- Friedrich-August-Kreuz II. und I. Klasse[15]
- Braunschweiger Kriegsverdienstkreuz II. Klasse[15]
- Lippischer Hausorden mit Schwertern[15]
- Ehrenkreuz für Frontkämpfer
- Wehrmacht-Dienstauszeichnung IV. bis I. Klasse
- Medaille zur Erinnerung an den 13. März 1938
- Medaille zur Erinnerung an den 1. Oktober 1938 mit Spange Prager Burg
- Spanienkreuz
- Spange zum Eisernen Kreuz II. und I. Klasse
- Verwundetenabzeichen (1939) in Schwarz
- Infanterie-Sturmabzeichen in Silber
- Ritterkreuz des Eisernen Kreuzes am 9. Oktober 1942[16]
- Deutsches Kreuz in Gold am 2. Januar 1943[16]
- Rumänischer Militärorden Michael der Tapfere III. und II. Klasse